# Francesco Guidobono Cavalchini
Francesco Guidobono Cavalchini (Tortona, 4 de dezembro de 1755 - Roma, 5 de dezembro de 1828) foi um cardeal italiano.

## Biografia
Nasceu em Tortona em 4 de dezembro de 1755. Filho de Pietro Alberto Guidobono Cavalchini, barão do Sacro Império Romano, e Antonia Maria dalla Valle Agnelli Maffei, patrícia de Casale Monferrato. Sobrinho-neto do cardeal Carlo Alberto Guidobono Cavalchini (1743). Seu sobrenome também está listado como Cavalchini Guidobono.
Inicialmente, estudou em Tortona; depois, no Collegio Clementino, Roma, 1769, sob a proteção de seu tio-avô; e depois, na Pontifícia Academia dos Nobres Eclesiásticos, Roma, 1775 (diplomacia).
Suplementar camareiro particular de Sua Santidade, 1779. Entrou na prelatura romana como prelado doméstico de Sua Santidade em 1780; nomeado referendário em 6 de julho de 1780. Relator da Sagrada Consulta , 1784; e primeiro assessor do tribunal criminal do governador de Roma, 14 de fevereiro de 1785. Clérigo da Câmara Apostólica, 21 de fevereiro de 1794. Prelado da SC de Imunidade Eclesiástica antes de 15 de março de 1794. Após a restauração do governo papal em Roma, foi nomeado membro da congregação para o restabelecimento do antigo sistema de governo, em 9 de julho de 1800. Governador de Roma e vice-camerlengo da Santa Igreja Romana, de 30 de outubro de 1800 até 6 de abril de 1817. Nomeado, antes 17 de dezembro de 1800, membro da comissão de revisão dos negócios da Giunta di state instituída pelas autoridades napolitanas. Primeiro assessor do tribunal da Sagrada Consulta, 1801. Após a entrada do exército francês em Roma, foi detido em 21 de abril de 1808, encarcerado no Castello Sant'Angelo; então, por três meses, internado na fortaleza de Fenestrelle; depois, exilado no sul da França. Após a restauração da autoridade papal em Roma, foi restabelecido em seu cargo de governador de Roma (mas não em suas funções, que foram confiadas a um pró-governador) em 23 de setembro de 181 .
Criado cardeal e reservado in pectore no consistório de 24 de agosto de 1807; publicado no consistório de 6 de abril de 1818; recebeu o chapéu vermelho em 9 de abril de 1818; e a diaconia de S. Maria em Aquiro, 25 de maio de 1818. Nomeado abade de Farfa e S. Salvatore Maggiore antes de 17 de junho de 1818. Concedeu uma prorrogação de um ano para receber ordens sagradas, 18 de junho de 1819. Camerlengo do Sacro Colégio dos Cardeais, 19 de abril de 1822 até 1823. Participou do conclave de 1823, que elegeu o Papa Leão XII. Prefeito da SC de Bom Governo, 30 de janeiro de 1824.
Morreu em Roma em 5 de dezembro de 1828. Exposto e sepultado na sua diaconia, onde também se realizou o funeral.